# Polietileno de baja densidad

LDPE tiene código de identificación de resina SPI 4

Esquema de la estructura de ramificación de LDPE

El polietileno de baja densidad (LDPE) es un termoplástico hecho del monómero etileno. Fue el primer grado de polietileno, producido en 1933 por Imperial Chemical Industries (ICI) mediante un proceso de alta presión mediante polimerización por radicales libres. Su fabricación sigue empleando el mismo método. La EPA estima que el 5,7 % del LDPE (código de identificación de resina 4) se recicla en los Estados Unidos. A pesar de la competencia de los polímeros más modernos, el LDPE continúa siendo un grado plástico importante. En 2013, el mercado mundial de LDPE alcanzó un volumen de aproximadamente 33 000 millones de USD.
A pesar de su designación con el símbolo de reciclaje, no se puede reciclar tan comúnmente como los plásticos n.°1 (tereftalato de polietileno) o 2 (polietileno de alta densidad).

## Propiedades
El LDPE se define por un rango de densidad de 917 a 930 kg/m3. A temperatura ambiente no es reactivo, excepto a oxidantes fuertes; algunos solventes hacen que se hinche. Puede soportar temperaturas de 65 ºC (149 °F) continuamente y 90 ºC (194 °F) por un corto tiempo. Fabricado en variaciones translúcidas y opacas, es bastante flexible y resistente.
El LDPE tiene más ramificaciones (en aproximadamente el 2 % de los átomos de carbono) que el HDPE, por lo que sus fuerzas intermoleculares (atracción dipolo inducida por dipolo instantáneo) son más débiles, su resistencia a la tracción es menor y su resiliencia es mayor. Las ramificaciones laterales significan que sus moléculas están menos apretadas y menos cristalinas y, por lo tanto, su densidad es menor.
Cuando se expone a la luz solar constante, produce cantidades significativas de dos gases de efecto invernadero: metano y etileno. Por su menor densidad (alta ramificación), se descompone más fácilmente que otros plásticos; a medida que esto sucede, el área superficial aumenta. La producción de estos gases traza aumenta con el área superficial y el tiempo, por lo que el LDPE emite gases de efecto invernadero a un ritmo más insostenible que otros plásticos. En una prueba al final de la incubación de 212 días, las emisiones registradas fueron de: 5,8 nmol g-1 d-1 de metano, 14,5 nmol g-1 d-1 de etileno, 3,9 nmol g-1 d-1 de etano y 9,7 nmol g-1 d-1 de propileno. Cuando se incuba en el aire, el LDPE emite metano y etileno a tasas de unas 2 veces y unas 76 veces, respectivamente, más que en el agua. 
El método estándar para probar la densidad plástica es ISO 1183 parte 2 (columnas de gradiente), alternativamente ISO 1183 parte 1 (como el sistema de medición de densidad MVS2pro).

### Resistencia química
- Excelente resistencia (no son atacados o reaccionan) a ácidos, alcoholes, bases, y ésteres
- Buena resistencia (ataque mínimo/muy baja reactividad química) a aldehídos, cetonas y aceites vegetales
- Resistencia limitada (ataque moderado/reactividad química significativa, apto para usos en cortos periodos de tiempo) a alifáticos e hidrocarburos aromáticos, aceites minerales, y agentes oxidantes
- Pobre resistencia, y no recomendado para su uso con hidrocaburos halogenados.[8][9]

## Aplicaciones

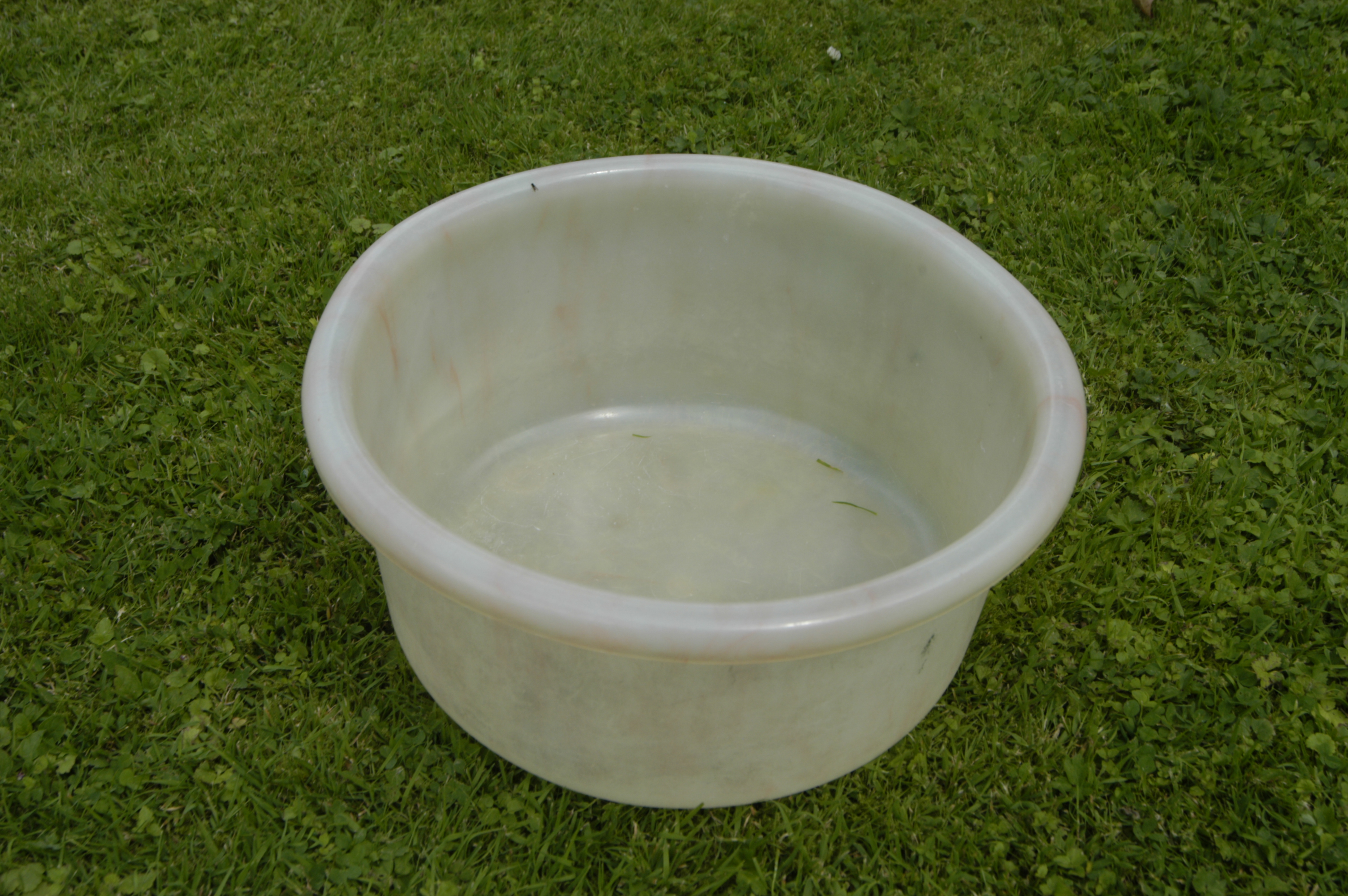
Un cuenco GEECO, c.1950, todavía en uso en 2014.

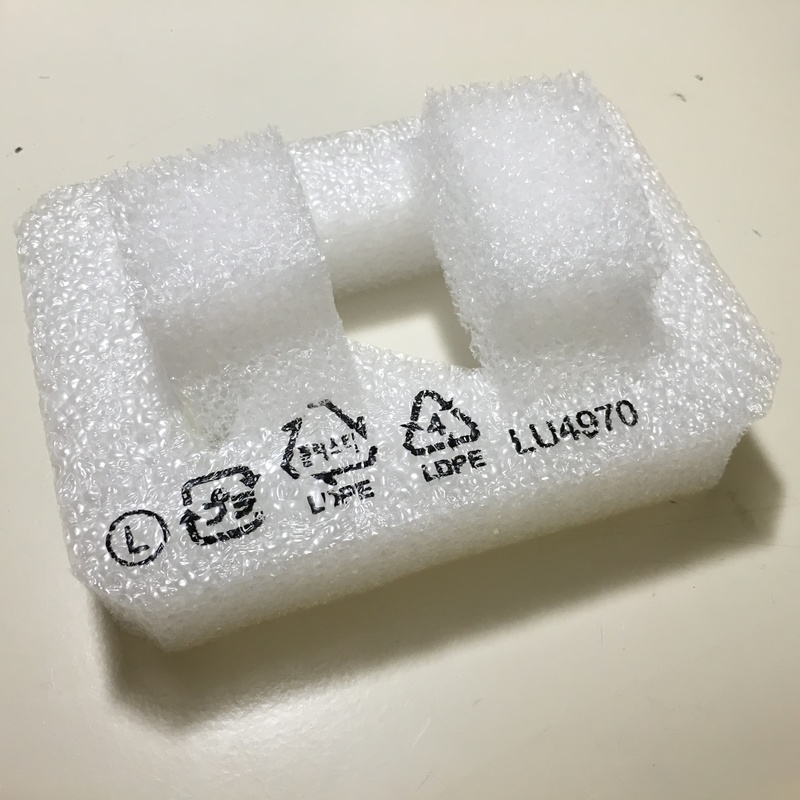
Una pieza de espuma de embalaje hecha de LDPE

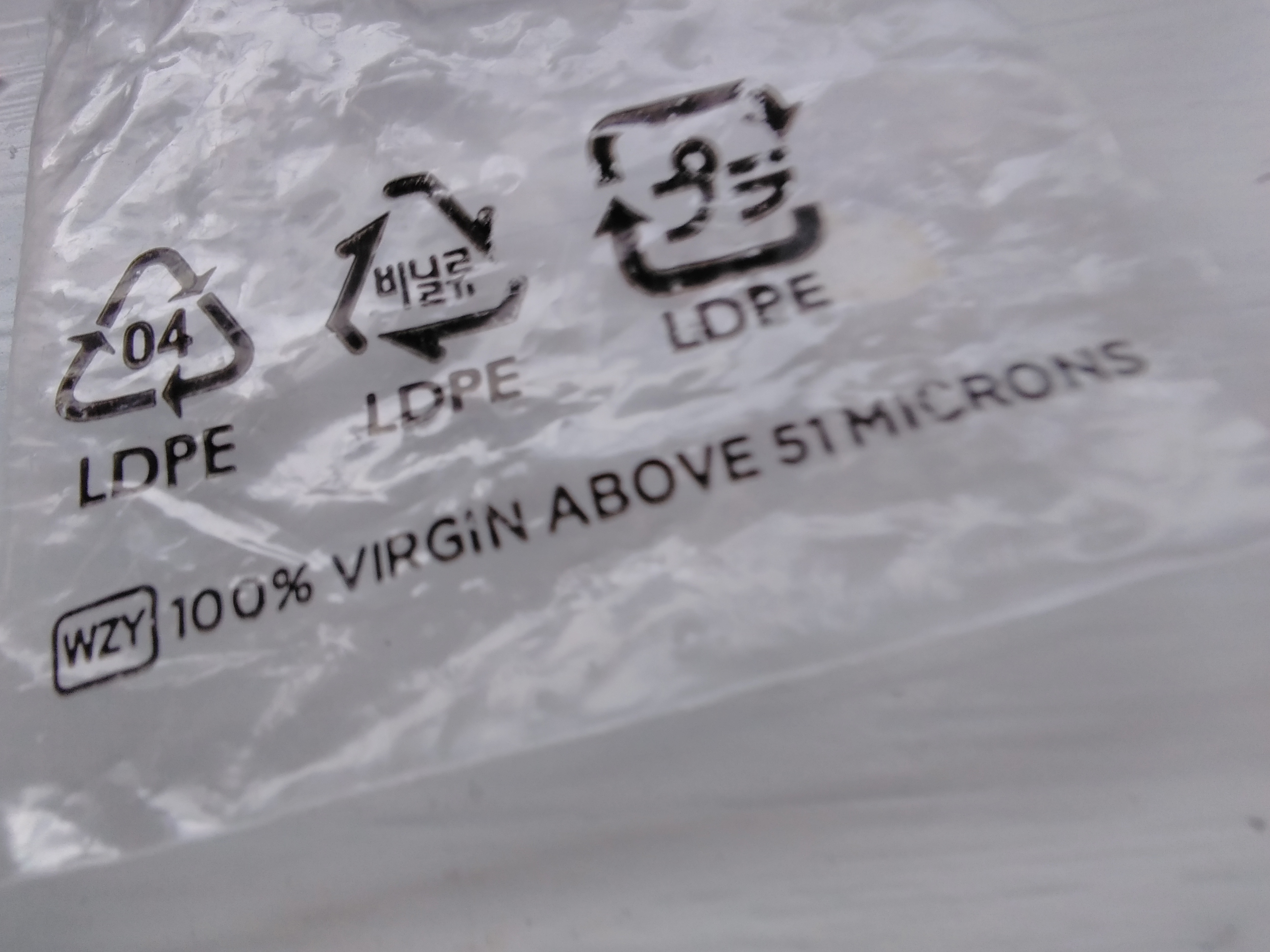
Una bolsa Ziploc hecha de LDPE

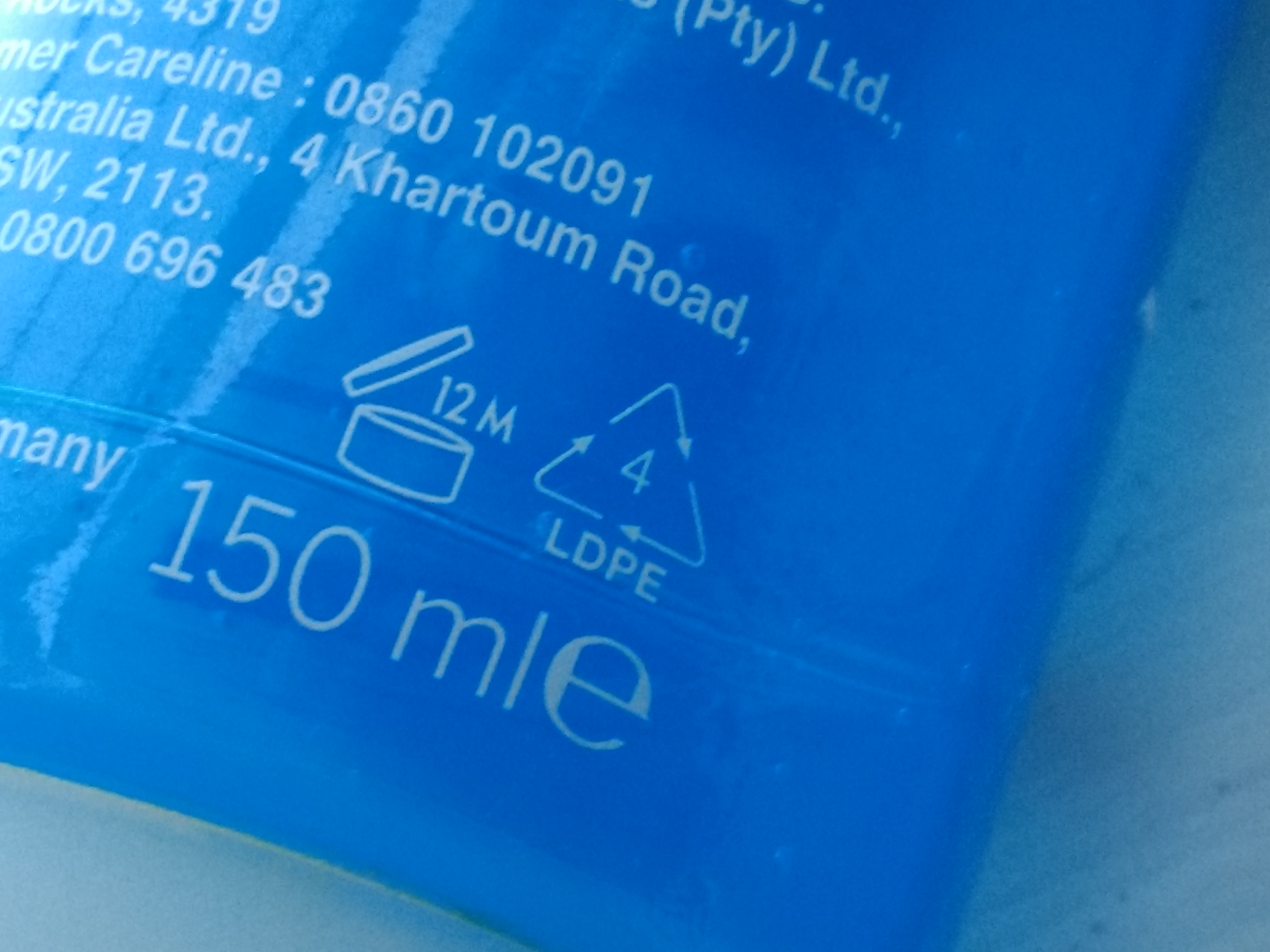
Botella de gel de lavado facial hecha de LDPE

Las poliolefinas (LDPE, HDPE, PP) son un tipo importante de termoplástico. El LDPE se utiliza ampliamente para la fabricación de varios recipientes, botellas dispensadoras, botellas de lavado, tubos, piezas de plástico para componentes informáticos y diversos equipos de laboratorio moldeados. Su uso más común es en bolsas de plástico. Otros productos hechos de él incluyen:
- Bandejas y contenedores de uso general
- Superficies de trabajo resistentes a la corrosión
- Piezas que necesitan ser soldables y mecanizables
- Piezas que requieran flexibilidad, para lo cual sirve muy bien
- Piezas muy blandas y flexibles, como tapas a presión.
- Paquete de seis anillos
- Los cartones de jugo y leche están hechos de cartón para envases de líquidos, un laminado de cartón y LDPE (como capa interna y externa impermeable) y, a menudo, con una capa de papel de aluminio (lo que los convierte en envases asépticos).[11][12]
- Embalaje de hardware de computadora, como unidades de disco duro, tarjetas de pantalla y unidades de discos ópticos
- Toboganes
- Envolturas de plástico
- Bolsas de plástico
- Contenedores de plástico
- Tubos de polietileno de baja densidad
- Artículos para el hogar
- Cajas de batería
- Piezas de automóviles
- Componentes eléctricos (PP)[10]